# Góla
Góla (horvátul: Gola) falu és község Horvátországban, Kapronca-Kőrös megyében.

## A község települései
Közigazgatásilag Góla mellett Gotála, Novačka, Otočka és Zsdála tartozik a községhez.

## Fekvése
Kaproncától 19 km-re keletre, a Dráva bal partján, közvetlenül a magyar határ mellett fekszik. Itt van a Kaproncától induló horvátországi D41-es főút keleti végpontja, az út folytatása a határ magyarországi oldalán a 681-es főút.

## Története
A Dráva folyó mellékének ez a része egykor a gyékényesi, a berzencei és a dörnyei plébániához tartozott. A terület spontán betelepülése valószínűleg már a 18. század végén megindult, de a 19. század elején már bizonyosan folyt. A dörnyei plébánia anyakönyvében a Dráva parti új település 1802-ben bukkan fel "Novo Selo" néven. A "Gola" név 1822-ben szerepel először az anyakönyvben. A falunak egy évvel korábban már 52 háza volt. A Háromkirályok tiszteletére szentelt fa kápolnáját 1823-ban építették és egészen 1827-ig a dörnyei plébániához tartozott. A falu önálló plébániáját 1828-ban alapították. A plébániatemplom építése 1840-ben kezdődött és 1842. szeptember 25-én szentelte fel Franjo Milinković szentgyörgyi esperes plébános. 1847-ben felépült a plébánia új épülete is. 1851-ben árvíz, 1855-ben kolerajárvány pusztított, melyeknek sok halálos áldozata volt. A falunak 1857-ben 1270, 1910-ben 2061 lakosa volt. Trianonig Belovár-Kőrös vármegye Kaproncai járásához tartozott. 2001-ben a 995 lakosa volt.

## Nevezetességei
- A Háromkirályok tiszteletére szentelt plébániatemploma[2] 1840 és 1842 között épült. Egyhajós,  észak-déli tájolású, négyszögletes alaprajzú épület, keskenyebb, félkör záródású szentéllyel, amely mellett a keleti oldalon sekrestyét emeltek. A harangtorony a déli főhomlokzaton áll, piramis alakú bádogsapka fedi. Legfelső emeletén toronyóra látható. A főhomlokzatot pilaszterek és félköríves záródású szoborfülkék tagolják. A templom a falu központjában található. A belső tér csehsüvegboltozatos, stilizált növényi motívumokkal és keresztmotívumokkal díszített boltövekkel elválasztva. A főleg az építés idejéből megőrzött berendezés a klasszicizmus jellegzetességeivel rendelkezik. Kiemelkedik a Hefferer orgonaépítőműhely orgonája, mely 1892-ből származik. A templom a klasszicista templomépítészet egyik szép példája, a Drávamente (Podravina) jelentősebb szakrális épületei közé tartozik.

- A településen egy védett 19. századi lakóház[3] is található. A házhoz, két kukoricagóré, egy kisegítő épület, egy kút, egy istálló és egy ól is tartozik. Az épületek az e vidékre jellemző hagyományos népi építészet részét képezik, amely kezdetei óta, azaz a 19. század végétől megőrizte a tájképi és építészeti értékeit.

- Közúti határátkelőhely Magyarország (Berzence) felé.